# Torreón de los Bolaños
El Torreón de los Bolaños o de las Pelotas  es una torre situado en el Frente de Levante de Melilla la Vieja de la ciudad española de Melilla.

## Historia
Construido en 1515, en 1527 se reconstruye según proyecto de Gabriel Tadino de Martinengo. En 1533 es reparado según proyecto de Sancho de Escalante pero veinte años después deben enrejonarse los lienzos eliminando las almenas y construyendo un pretil talusado. Alonso de Gurrea propone en 1555 que se derribe para que se flanqueen el de las Cruces y el de las Cabras directamente, pues las torres y torreones del Lienzo de Levante estorbaban para la defensa.
En 1764 disponía de un cañón y en 1773 de cuatro.
Denominado en un principio Torreón de las Pelotas, en 1729 era denominado Torreón de Enmedio y en 1847 Torreón de la Parada.

## Descripción
Es de planta cuadrada, con orejones.